# 15. ročník předávání cen Amerického filmového institutu
15. ročník předávání cen Amerického filmového institutu ocenil nejlepších jedenáct filmů a deset filmových programů.

## Nejlepší filmy
- Americký sniper
- Birdman
- Chlapectví
- Kód Enigmy
- Interstellar
- Čarovný les
- Slídil
- Selma
- Nezlomný
- Whiplash

## Nejlepší televizní programy
- Takoví normální Američané
- Fargo
- Hra o trůny
- Vražedná práva
- Jane the Virgin
- Knick: Doktoři bez hranic
- Šílenci z Manhattanu
- Holky za mřížemi
- Sillicon Valley
- Transparent